# Liste der auf Carcassonne basierenden eigenständigen Spiele
Die Liste der auf Carcassonne basierenden eigenständigen Spiele umfasst alle fünfzehn auf dem Legespiel Carcassonne basierenden Spiele. Die meisten wurden wie Carcassonne vom Spieleautor Klaus-Jürgen Wrede entwickelt und vom Hans im Glück Verlag veröffentlicht. Der Großteil der Spiele sind Legespiele und verwenden dabei denselben Mechanismus des Ur-Spiels mit abgewandelten Regeln und erweitern es um zusätzliche Spielfiguren oder neues Spielmaterial. Nur zwei Varianten interpretieren das Spielprinzip neu und setzen es als Würfel- oder Kartenspiel um.

## Legespiele
Insgesamt 13 der auf Carcassonne basierenden Spiele sind wie dieses Legespiele. Auch in ihnen erstellen die Spieler durch das Zusammenfügen quadratischer Kärtchen gemeinsam eine Landkarte. Durch Spielfiguren (Gefolgsleute oder Meeple genannt) können sie Städte, Straßen, Klöster und Wiesen für sich vereinnahmen und erhalten Punkte, wenn das jeweilige Gebiet abgeschlossen ist oder das Spiel endet, weil keine unverbauten Spielkärtchen mehr verfügbar sind. Bei den auf Carcassonne basierenden Spielen werden diese Gebiete anderes bewertet, erhalten zusätzliche oder veränderte Funktionen, ermöglichen neue Spielabläufe und werden anders bezeichnet. Auch finden sich nicht alle dieser vier Gebiete in allen Spielen wieder. So gibt im Spiel Neues Land keine Wege oder Wiesen, sondern Ebenen, Berge und Wasserfläche, die alle den aus Carcassonne bekannten Städten ähneln. Bei dem Spiel Die Kinder von Carcassonne wiederum gibt es weder Wiesen, noch Städte oder Klöster, sondern nur Wege. Durch diese Vereinfachungen wird das empfohle Mindestalter auf vier Jahre gesenkt. Bei dem Spiel Die Burg gibt es durch die Zählleiste vorgegebene Grenzen in den die Spielplättchen gelegt werden müssen. Weitere Unterschiede bestehen im Umfang der Spiele. Viele weisen mehr Spieleplättchen als Carcassonne auf und verfügen über zusätzliches Spielmaterial. Im Gegensatz zu Carcassonne mit seinen zehn großen und zahlreichen Mini-Erweiterungen, sind bis jetzt nur für wenige der auf Carcassonne basierenden Spiele Erweiterungen erschienen. Für die drei Spiele Die Jäger und Sammler, Carcassonne – Südsee und Carcassonne – Goldrausch erschienen je eine Mini-Erweiterung mit einem geringen Umfang an neuem Spielmaterial und nur für Carcassonne – Star Wars Edition erschien eine große, umfangreiche Erweiterung.

### Die Jäger und Sammler
2002 erschien die Carcassonne-Variante Die Jäger und Sammler, welche thematisch in einer prähistorischen Zeit angesiedelt ist.
Die Spieler ziehen der Reihe nach vom allgemeinen Stapel. Alle Wiesen, Flüsse und Wälder müssen fortgesetzt werden. In ein leeres Gebiet dürfen Gefolgsleute gestellt werden. Alternativ darf eine Hütte an ein unbesetztes Flusssystem gestellt werden, d. h. dort dürfen sich keine Hütten, aber andere Gefolgsleute befinden. Mehrheit in einem Gebiet hat derjenige, der mehr Gefolgsleute im Gebiet hat.
Fischer werden gewertet, wenn der Fluss durch Seen oder Quellen abgeschlossen ist. Er erhält so viele Punkte wie Abschnitte und Fische in den angrenzenden Seen. Ein Sammler erhält zwei Punkte pro Waldabschnitt. Befindet sich in dem Wald wenigstens ein Goldklumpen, darf derjenige, welcher abgeschlossen hat, eine Karte vom Bonusstapel ziehen. Werden Flüsse und Wälder nicht zum Ende abgeschlossen, gibt es keine Punkte. Abschließend werden die Flusssysteme und Wiesen gewertet. Für jeden Fisch im Flusssystem erhält der Spieler mit den meisten Hütten einen Punkt. Für jedes Wild, Mammut oder Auerochsen erhält der Spieler mit den meisten Gefolgsleuten zwei Punkte. Jeder Säbelzahntiger auf der Wiese zieht ein Wild ab.
Bei den Bonuskarten gibt es diverse Sonderkarten. Die Kultstätte bringt dem Spieler auf der Wiese in jedem Fall die absolute Mehrheit. Das Feuer verjagt alle Säbelzahntiger. Die Pilze bringen zwei Punkte extra bei abgeschlossenem Wald.
2020 kam eine neue Version mit neuer Illustration von Marcel Gröber und unter anderem Punkte-Chips heraus.
Weblinks
- Carcassonne – Jäger und Sammler beim Hans im Glück Verlag
- Carcassonne – Jäger und Sammler in der Spieledatenbank Luding
- Carcassonne – Jäger und Sammler in der Spieledatenbank BoardGameGeek (englisch)

#### König und Späher (Mini-Erweiterung)
Das Spiel kann durch die fünf Kärtchen der Carcassonne-Mini-Erweiterung König und Späher ergänzt werden.
Jeder Spieler zieht eine Karte, bei zwei Spielern zwei. Der Schamane ermöglicht es, Gefolgsleute aus unfertigen Projekten abzuziehen. Die anderen Karten können alternativ zum Ziehen gelegt werden. Der Späher darf die erste Karte ablehnen und stattdessen eine neue ziehen, die dann genommen werden muss. Der Jäger auf dem Steg steht in beiden Wiesen ohne sie zu verbinden. Der Einbaum bringt dem Spieler stets einen Punkt beifertigen Flüssen im System so viele Punkte wie Fische im größten See. Der Gefolgsmann zählt zudem einmalig als Fischer. Der Ackerbau bringt einen Punkt pro Karte der Wiese. Es dürfen sich dort keine Jäger befinden oder später eingesetzt werden.
Weblinks
- Carcassonne – Jäger und Sammler in der Spieledatenbank Luding
- Carcassonne – Jäger und Sammler in der Spieledatenbank BoardGameGeek (englisch)

### Die Burg
Die Burg ist ein Spiel für zwei Personen von Reiner Knizia.
Innerhalb einer vorgegebenen Burgmauer, welche zugleich als Zählleiste dient, werden abwechselnd die Burgkarten ausgelegt, beginnend an den vorgegebenen Startfeldern in der Zählleiste. Die Spieler können dabei ihre Gefolgsleute auf Straßen, Türme, Häuser oder Höfe nach den üblichen Carcassonneregeln stellen. Der erfolgreiche Abschluss dieser Gebiete bringt dem Spieler wie gewohnt Punkte. Dabei müssen lediglich die Wege fortgeführt werden, dürfen aber an der Mauer enden. Bringt man die Bauwerke zum Abschluss, gibt es für die Häuser einen Punkt pro Karte, Türme zwei. Bringt man einen Weg zum Abschluss gibt es pro Karte einen Punkt, befindet sich entlang dieses ein Brunnen, zwei Punkte. Bauwerke, die nicht zum Abschluss gebracht werden, bringen normalerweise keinen Punkt. Höfe bringen drei Punkte pro Marktstand.
Des Weiteren liegen auf den Ecken der ungleichförmigen, der Burgmauer nachempfundenen Zählleiste Mauerplättchen. Diese dürfen aufgenommen werden, wenn man mit seinem Meeple auf der Zählleiste dort ankommt. Diese erlauben es, auch nicht zum Abschluss gebrachte Bauwerke zu zählen, verdoppeln bei einem eigenen fertigen Bauwerk die Punkte, vergrößern „den Palas“, bringen mehr Punkte pro Markt oder bringen allgemein fünf Punkte. Eine Besonderheit des Spiels ist die Spielfigur „Palas“, welche am Ende des Spiels das größte Haus markiert. Zum Abschluss erhält der Spieler des größten Palas soviele Punkte, wie Karten benötigt würden, um das größte noch existierende Loch zu stopfen. Im Extremfall wären dies 17 Punkte.
Weblinks
- Carcassonne – Die Burg in der Spieledatenbank Luding
- Carcassonne – Die Burg in der Spieledatenbank BoardGameGeek (englisch)

### Die Baumeister des Königs
Die Carcassonne-Variante Die Baumeister des Königs spielt thematisch zur Zeit König Salomos. Ziel der Spieler ist es, Salomos Reich auszubauen, d. h. Städte zu errichten, Straßen zu bauen, die Schafzucht voranzutreiben sowie den Transport der Bundeslade in die Tempelanlagen zu übernehmen. Das Spielprinzip ähnelt den gewohnten Regeln, jedoch sind einige Elemente geändert bzw. neu hinzugefügt worden. Dies betrifft beispielsweise die Tempel als neue Landschaftsgebiete sowie den Einsatz von Propheten und der Bundeslade, um zusätzliche Punkte hinzuzugewinnen. Diese Variante wurde nicht vom Hans-im-Glück-Verlag herausgegeben, sondern vom Uljö-Verlag.
Die englischsprachige Variante des Spiels trägt den Namen The Ark of the Covenant (deutsch Die Bundeslade) und basiert auf der Landnahme der Israeliten. Bis auf geringfügige Abweichungen gleichen die Regeln denen der deutschen Version. Das Spiel wird vom US-amerikanischen Hersteller Inspiration Games angeboten.
Weblinks
- Carcassonne – Die Baumeister des Königs in der Spieledatenbank Luding
- Carcassonne – Die Baumeister des Königs in der Spieledatenbank BoardGameGeek (englisch)

### Die Stadt
In dieser in einer Holzkiste ausgelieferten Variante des Spiels werden Wohngebiete, Straßen und Märkte errichtet, welche nach und nach zu einer Stadt zusammenwachsen. Auch hier ermöglicht die geschickte Platzierung von Gefolgsleuten auf den jeweiligen Gebieten den Zugewinn von Punkten. Eine Besonderheit bieten die Mauer- und Turmelemente, welche im Laufe des Spiels die Stadt umranden. Auf diese Weise verringern sich die Expansionsmöglichkeiten der Stadt und Gebiete können abgeschlossen werden. Zudem dürfen die Mitspieler ihre Gefolgsleute als Wächter auf die Mauerelemente setzen. Jeder Wächter „bewacht“ eine Reihe von Stadtkarten und erhält am Ende des Spiels für jedes abgebildete Gebäude in dieser Reihe Zusatzpunkte.
Weblinks
- Carcassonne – Die Stadt in der Spieledatenbank Luding
- Carcassonne – Die Stadt in der Spieledatenbank BoardGameGeek (englisch)

### Neues Land
Neues Land ist ein Spiel aus dem Jahr 2006, das von Klaus-Jürgen Wrede und Leo Colovini entwickelt wurde. Die Bewohner von Carcassonne werden zu Räubern, Seefahrern oder Entdeckern. Ihre Aufgabe besteht darin, Grasland, Berge und Meere zu erforschen. Den Zeitpunkt einer Wertung kann der Spieler nun selbst bestimmen, was eine direkte Punktevergabe zur Folge haben kann. Die Illustrationen erfolgten durch Fabio Visintin und Stefano Mondini.
Weblinks
- Carcassonne – Neues Land in der Spieledatenbank Luding
- Carcassonne – Neues Land in der Spieledatenbank BoardGameGeek (englisch)

### Mayflower
Das Spiel Mayflower thematisiert die Besiedelung Amerikas. Der Spieletitel bezieht sich dabei auf das gleichnamige Schiff Mayflower. Der Spielablauf folgt dem bekannten Prinzip. Fertigzustellende Gebiete und Bauwerke sind Wege, Städte, Farmen und Ebenen, welche den aus dem Grundspiel bekannten Straßen, Städten, Klöstern und Wiesen entsprechen. Mit dem Aufbau der Landschaft wird an der Ostküste Amerikas begonnen, welche als Spielbrett mit zehn Startfeldern vorliegt. Als neues Element kommen die Landvermesser ins Spiel, die den Treck nach Westen verfolgen. Östlich der Landvermesser stehende Siedler werden im Laufe des Spiels entfernt.
Auch in Mayflower bestehen Analogien zu anderen Carcassonne-Varianten. Die Schlusswertung von Siedlern auf den Ebenen ähnelt der Schlusswertung von Die Jäger und Sammler, bei der der Besitzer einer Ebene für jedes dort befindliche Tier einen Punkt erhält. An den Wegen anliegende Handelsposten geben Zusatzpunkte wie die Oasen aus Die Baumeister des Königs. In Städten befindliche Flaggen entsprechen den Wappen aus dem Grundspiel. Ähnlich wie die Wächter aus Die Stadt haben die Landvermesser Einfluss auf eine „Reihe“ des Landschaftsbildes und bringen Zusatzpunkte.
Die englischsprachige Version trägt den Titel New World (deutsch Neue Welt).
Weblinks
- Carcassonne – Mayflower in der Spieledatenbank Luding
- Carcassonne – Mayflower in der Spieledatenbank BoardGameGeek (englisch)

### Die Kinder von Carcassonne
Diese Version von Carcassonne für zwei bis vier Spieler richtet sich insbesondere an junge Spieler ab vier Jahren. Die 36 Kärtchen werden reihum an das Landschaftsbild gelegt. Auf jeder Karte sind Wege abgebildet, wodurch sich die Karten ohne Einschränkungen miteinander kombinieren lassen. Weiterhin sind auf den Karten die Kinder von Carcassonne in den vier Farben der Spielfiguren abgebildet. Wird ein Weg nach den bekannten Regeln geschlossen, setzen die Mitspieler ihre Spielfiguren auf die abgebildeten Kinder. Sobald ein Spieler alle seine Figuren platziert hat, hat er gewonnen.
Es gibt von diesem Spiel zwei verschiedene Auflagen (Schmidt Spiele Nr. 48192 und 48199). Die zweite Auflage behebt unklare Formulierungen in der Spieleanleitung und Probleme mit der Darstellung der Wege sowie die ungleichmäßige Verteilung der Spielfigurfarben auf den Kärtchen. Die zweite Auflage erfuhr 2017 zur Nürnberger Spielemesse eine Neuauflage unter dem Namen „Carcassonne Junior“ (Schmidt Spiele Nr. 48270).
Die englischsprachige Version trägt den Titel My First Carcassonne.
Weblinks
- Carcassonne Junior beim Hans im Glück Verlag
- Die Kinder von Carcassonne in der Spieledatenbank Luding
- Die Kinder von Carcassonne in der Spieledatenbank BoardGameGeek (englisch)

### Südsee
Die im Oktober 2013 erschienene Variante von Carcassonne für zwei bis fünf Spieler ab sieben Jahren spielt thematisch in der Südsee und ist das erste Spiel der Reihe Carcassonne around the World. Es beinhaltet 73 Landschaftskarten, 24 Schiffsplättchen, je 10 große und kleine Warensteine, 19 Fischerboot-Plättchen und vier Spielfiguren (Insulaner) in je fünf Farben. Wie gewohnt legen die Spieler Kärtchen an und platzieren auf diesen ihre Figuren, um durch abgeschlossene Gebiete Waren zu erhalten. Die Stege sind vergleichbar mit den Straßen von Carcassonne, die Inseln mit den Städten, Märkte mit den Klöstern und die Meeresgebieten dazwischen ähneln den Wiesen. Wird ein Steg, eine Insel oder ein Meeresgebiet abgeschlossen erhält der Spieler entsprechend der Anzahl der in diesem Gebiet abgebildeten Symbole Waren – Muscheln für abgeschlossene Wege, Bananen für Inseln und Fische für Meeresgebiete. Wird ein Markt vollendet kann man mit den zuvor erworbenen Waren Schiffe beliefern und so Punkte erringen.Carcassonne Südsee
Weblinks
- Carcassonne – Südsee in der Spieledatenbank Luding
- Carcassonne – Südsee in der Spieledatenbank BoardGameGeek (englisch)

#### Freitag (Mini-Erweiterung)
Die ebenfalls 2013 erschienenen Mini-Erweiterung zu Carcassonne Südsee beinhaltet sechs neue Landschaftskärtchen sowie eine Holzfigur „Freitag“. Sie ist benannt nach dem Gefährten von Robinson Crusoe im gleichnamigen Roman von Daniel Defoe.
Die Landschaftskärtchen von Carcassonne – Südsee werden dabei in zehn Stapeln zu je sieben Karten und einen elften mit den letzten zwei Karten unterteilt. Jetzt wird immer vom vordersten der Stapel ein Kärtchen gezogen. Ist ein Stapel aufgebraucht, ist eine Woche zu Ende und eines der sechs Kärtchen der Erweiterung wird gezogen und „Freitag“ auf dieses gesetzt. Nach und nach entsteht so eine kleine Insel. Sind alle sechs Inselteile angelegt, setzt der Spieler, der nun an der Reihe ist, „Freitag“ auf einen Inselteil seiner Wahl. Jeder Inselteil gewährt dem Spieler einen speziellen Bonus.
Weblinks
- Mini-Erweiterung Freitag in der Spieledatenbank Luding
- Mini-Erweiterung Freitag in der Spieledatenbank BoardGameGeek (englisch)

### Goldrausch
Die im Oktober 2014 erschienene Variante von Carcassonne für zwei bis fünf Spieler ab acht Jahren spielt thematisch im Wilden Westen. Wie gewohnt legen die Spieler Kärtchen aus und platzieren auf diesen ihre Figuren. Als weiteres Spielelement kann in Berggebieten nach Gold geschürft und so Punkte errungen werden. Bei Carcassonne Goldrausch handelt es sich um das zweite Spiel der Reihe Carcassonne around the World.
Weblinks
- Carcassonne – Goldrausch in der Spieledatenbank Luding
- Carcassonne – Goldrausch in der Spieledatenbank BoardGameGeek (englisch)

#### Sheriff (Mini-Erweiterung)
Die ebenfalls 2014 erschienene Mini-Erweiterung zu Carcassonne Goldrausch beinhaltet sechs neue Landschaftskärtchen sowie eine Holzfigur „Sheriff“. Die Landschaftskärtchen sind mit einem goldenen Sheriffstern gekennzeichnet.
Weblinks
- Mini-Erweiterung Der Sheriff in der Spieledatenbank Luding
- Mini-Erweiterung Der Sheriff in der Spieledatenbank BoardGameGeek (englisch)

### Star Wars Edition
Im November 2015 wurde die auf Star Wars basierende Version vorgestellt. Die Idee für diese Adaption kam direkt von Disney, dem Rechteinhaber von Star Wars. Das Spiel für zwei bis fünf Spieler ab sieben Jahren umfasst 76 Spielplättchen und fünf verschiedenfarbigen Spielfiguren, welche durch spezielle Aufkleber fünf verschiedenen Star-Wars-Charakteren zugeordnet werden, welche wiederum verschiedenen Star-Wars-Fraktionen angehören:
| Farbe   | Figur          | Fraktion        |
| ------- | -------------- | --------------- |
| rot     | Luke Skywalker | Rebellenallianz |
| grün    | Yoda           | Rebellenallianz |
| schwarz | Darth Vader    | Imperium        |
| weiß    | Stormtrooper   | Imperium        |
| orange  | Boba Fett      | Kopfgeldjäger   |
| blau    | Kylo Ren a     | Erste Ordnung   |

Das Spielprinzip ähnelt dem des Ur-Carcassonnes, die Asteroidenfelder sind mit den Städten vergleichbar, die Handelsrouten mit den Straßen und die Planeten ähneln den Klöstern. Es gibt jedoch kein mit den Wiesen vergleichbares Spielelement. Als weitere Änderung zum Ur-Carcassonne wurde eingeführt, dass um von mehreren Spielfiguren besetzte Asteroidenfelder und Handelsrouten gewürfelt wird und damit „Kämpfe“ ausgefochten werden. Um bereits besetzte Planeten wird ebenfalls mit dem Würfel gekämpft, sobald ein Spieler ein neues, angrenzendes Kärtchen legt. Des Weiteren ist es möglich beim Spielen zu viert in Fraktionen, also zwei gegen zwei, zu spielen.
Weblinks
- Carcassonne – Star Wars Edition in der Spieledatenbank Luding
- Carcassonne – Star Wars Edition in der Spieledatenbank BoardGameGeek (englisch)

#### Carcassonne – Star Wars 1. Erweiterung
2016 erschien die 1. Erweiterung zur Star-Wars-Edition. Diese führt als neue, blaue Spielfigur Kylo Ren ein und ermöglicht so das Spielen zu sechst. Sie ergänzt außerdem die „Würfelkämpfe“ um Lichtschwerter und Blaster-Waffen, um so in diesen Vorteile zu erlangen, und nutzt dazu einen speziellen, gelben Würfel mit den Würfelwerten drei bis acht. Ihr liegen ebenfalls 18 neue Spielplättchen bei, welche zur Unterscheidung mit einem kleinen BB-8-Symbol gekennzeichnet sind. Die Erweiterung nimmt mit Covergestaltung, Kärtchenkennzeichnung und der Spielfigur Kylo Ren Bezug auf den 2015 erschienenen Film Star Wars: Das Erwachen der Macht.
Weblinks
- Star Wars 1. Erweiterung in der Spieledatenbank Luding
- Star Wars 1. Erweiterung in der Spieledatenbank BoardGameGeek (englisch)

### Über Stock und Stein
Diese im Oktober 2015 vorgestellte Variante von Carcassonne für zwei bis fünf Spieler ab sieben Jahren beinhaltet 73 Landschaftsplättchen und 33 Erntechips (je 5 × Apfel, Erdbeere, Kürbis, Sonnenblume und Getreide, sowie 8 × Vogelscheuche), außerdem je fünf Spielfiguren und je zwei Ställe in den Farben Gelb, Rot, Grün, Blau und Schwarz. Die Regeln ähneln dem Grundspiel und der 2. Erweiterung.
Straßen heißen hier Wege – die darauf befindliche Spielfigur Wanderer, die Äcker ähneln den Städten – die darauf befindlichen Spielfiguren heißen Bauern. Auf den Kärtchen mit Äckern können „Erntesymbole“ abgebildet sein. Für das Abschließen eines Ackers bekommt entsprechend den darauf abgebildeten „Erntesymbole“ Erntechips. Ziel ist es am Ende des Spiels Sets aus den fünf verschiedenen Erntechips zu bilden; die Vogelscheuche fungieren dabei als Joker. Als Neuerung hat man die Möglichkeit anstatt eine Spielfigur zu setzen, eine bereits gespielte Figur weiterzuziehen und dadurch Punkte zu bekommen.
Die Ställe werden – ähnlich den Bauern im Ur-Carcassonne – auf die Wiesen gestellt. Hier gelten jedoch abweichende Regeln: Ställe dürfen nicht auf angrenzende Kärtchen gelegt werden und es gibt Extrapunkte für die auf manchen Wiesen abgebildete Tiere.
Der Hans im Glück Verlag kooperiert bei diesem Spiel mit dem Bayerischen Staatsministerium für Gesundheit und Pflege und dessen Kindergesundheitskampagne „ICH.MACH.MIT.“. Die Sonderedition hat eine Auflage von rund 30.000 Stück, wo von ca. 21.000 Stück über den Einzelhandel vertrieben werden. Der Rest wird vom Bayerischen Gesundheitsministerium unter anderem an Gesundheitsämter, Ganztagsschulen und Leihbüchereien verteilt.
Weblinks
- Carcassonne – Über Stock und Stein in der Spieledatenbank Luding
- Carcassonne – Über Stock und Stein in der Spieledatenbank BoardGameGeek (englisch)

### Amazonas
Die im Oktober 2016 auf der SPIEL '16 in Essen vorgestellte Variante von Carcassonne Carcassonne – Amazonas handelt von der Erkundung des südamerikanischen Dschungels und des namensgebenden Amazonas. Es wurde von Klaus-Jürgen Wrede entwickelt, die Illustrationen stammen von Vicki Dalton. Es ist nach Carcassonne – Südsee und Carcassonne – Goldrausch der dritte Teil aus der Reihe Carcassonne around the World. Gespielt werden kann es wie die meisten Carcassonne-Varianten von zwei bis fünf Spielern ab sieben Jahren.
Das Spiel beinhaltet 84 Landschaftsplättchen (darunter 15 einfache Amazonas-Plättchen und vier doppeltgroße Amazonas-Plättchen), eine Starttafel (2 × 4 Plättchen groß) und insgesamt acht Spielfiguren in fünf Farben (gelb, rot, grün, blau und schwarz). Die Spielfiguren bestehen aus fünf Meeplen, zwei Camps und einem Boot. Die Meeple entsprechen den Gefolgsleuten des Ur-Carcassonnes. Die Camps können nur in den Dschungel gesetzt werden und sind mit den Bauern und Wiesen des Ur-Carcassonne vergleichbar. Zwischen dem Dschungel gibt es Dörfer (analog zu den Städten) und Nebenflüsse, vergleichbar mit den Straßen des Ur-Carcassonnes. Zwischen alle dem schlängelt sich der mächtige Amazonas von welchem die Nebenflüsse abzweigen und in welchen sie wieder münden können. Auf diesem rücken die Boote der Spieler flussabwärts. Dies kann zum einen erfolgen wenn keine andere Spielfigur nach dem Anlegen eines Plättchen gesetzt wurde oder durch eine Bootssymbol, welches sich auf den Nebenfluss-Plättchen befindet. Wird ein Amazonas-Plättchen angelegt erfolgt eine spezielle Amazonaswertung; je weiter ein Spieler mit seinem Boot auf dem Amazonas gefahren ist, umso mehr Punkte erhält er. Die Punktewertungen von Dschungel, Dörfern und Nebenflüssen ist mit denen von Wiesen, Städte und Straßen des Ur-Carcassonne vergleichbar, wird jedoch durch spezielle Früchtesymbole (Dörfer und Dschungel) und Symbole von im Dschungel lebende Tiere wie Tukane, Affen und Schmetterlinge erhöht. Im Amazonas schwimmende Kaimane und Piranhas erhöhen die Punkte der Amazonas-Wertung.
Weblinks
- Carcassonne – Amazonas beim Hans im Glück Verlag
- Carcassonne – Amazonas in der Spieledatenbank Luding
- Carcassonne – Amazonas in der Spieledatenbank BoardGameGeek (englisch)

### Safari
Im Oktober 2018 wurde auf der SPIEL '18 das Spiel Carcassonne – Safari als Variante von Carcassonne veröffentlicht. Diese Version thematisiert eine Safari in Afrika und wurde von Klaus-Jürgen Wrede entwickelt, die Illustrationen stammen von Anne Heidsieck. Es ist nach Carcassonne – Südsee, Carcassonne – Goldrausch und Carcassonne – Amazonas der vierte Teil aus der Reihe Carcassonne around the World. Auch diese Version kann wie die meisten Carcassonne-Varianten von zwei bis fünf Spielern ab sieben Jahren gespielt werden.
Das Spiel beinhaltet 72 Landschaftsplättchen, auf denen Savannen, Tierpfade, Buschland und Affenbrotbäume sowie verschiedene Tierarten abgebildet sind, eine Starttafel (3 Plättchen groß), eine Wertungstafel, 50 Tierplättchen bzw. Wasserlochteile sowie den Spielfiguren. Die Spielfiguren bestehen aus jeweils sechs Meeple in fünf Farben (gelb, rot, grün, blau und schwarz), jeweils einem Elefanten in den Spielerfarben als Zählstein sowie zwei Rangerfahrzeugen. Das Spiel entspricht im Wesentlichen dem Grundspiel, wobei Landschaften aus Savannen und Buschland mit Tierpfaden und einzeln stehenden Affenbrotbäumen gebildet werden. Die Meeple dürfen sowohl auf Tierpfade wie auch in Buschland gestellt werden, auf Affenbrotbäume werden sie gelegt. Die Wertung der abgeschlossenen Tierpfade und Buschlandgebiete erfolgt über die Anzahl unterschiedlicher Tiere an bzw. auf diesen Plättchen. Hinzu kommt die Möglichkeit, durch das Abgeben von Tierplättchen die Wertung zu verbessern. Die Tierplättchen können zudem dafür genutzt werden, Wasserlöcher zu graben und zu erweitern und dafür ebenfalls Punkte zu bekommen. Die Affenbrotbäume liefern Tierplättchen, wenn ein Meeple auf sie abgelegt wird und wenn sie vollständig von anderen Plättchen umbaut werden.
Weblinks
- Carcassonne – Safari beim Hans im Glück Verlag
- Carcassonne – Safari in der Spieledatenbank Luding
- Carcassonne – Safari in der Spieledatenbank BoardGameGeek (englisch)

### Nebel über Carcassonne
Nebel über Carcassonne wurde 2022 auf den Internationalen Spieletagen veröffentlicht. Es handelt sich dabei um eine kooperative Spielversion, bei der die Mitspieler gemeinsam Plättchen platzieren und Punkte sammeln, während sie versuchen, die Ausbreitung von Geistern zu stoppen, den Spuk auf Friedhöfen einzudämmen und Spukschlösser zu ihrem Vorteil zu nutzen. Wenn sich zu viele Geister auf dem Boden tummeln oder die Spieler zu wenig Punkte gesammelt haben, wenn die Plättchen ausgehen, verlieren sie das Spiel.
Weblinks
- Nebel über Carcassonne in der Spieledatenbank Luding
- Mists over Carcassonne in der Spieledatenbank BoardGameGeek (englisch)

## Weitere Spiele
Neben den Legespiele sind bisher noch zwei weitere Spiele erschienen. Sie greifen das Thema des gemeinsamen Bauens von Städten, Wiesen und Wege auf und setzten es als Würfel- oder Kartenspiel um.

### Cardcassonne
Bei dieser Variante handelt es sich um ein 2009 erschienenes Kartenspiel von Klaus-Jürgen Wrede und Karl-Heinz Schmiel für zwei bis fünf Spieler. Ziel des Spiels ist es, durch geschicktes Aneinanderreihen der Karten Punkte zu ergattern. Mit seinem Gefolgsmann sichert sich ein Mitspieler eine Kartenreihe. Punkte können sowohl während einer Runde als auch am Ende des Spiels erzielt werden. Die Motive der Spielkarten nehmen Bezug zum klassischen Carcassonne.
Weblinks
- Cardcassonne in der Spieledatenbank Luding
- Cardcassonne in der Spieledatenbank BoardGameGeek (englisch)

### Carcassonne – Das Würfelspiel
Die zum zehnjährigen Jubiläum von Carcassonne im März 2011 erschienene Variante Carcassonne – Das Würfelspiel besteht aus neun speziellen Würfeln, einem Stift und einem Notizblock. Die Metallverpackung hat die Form eines Gefolgsmanns. Es beinhaltet neun Würfel mit je vier Seiten schematischer Darstellung von Stadtteilen, einer einen Gefolgsmann zeigenden Seite und einer Seite mit einem Katapult.
Der Spieler würfelt bis zu drei Mal. Erscheinen Katapulte, werden die Würfel außen vor gelassen und dürfen nicht mehr gespielt werden. Werden drei Gefolgsmänner gewürfelt, darf er einen Würfel behalten und im nächsten Zug seine Punkte verdoppeln. In dieser Runde wird nicht gewertet. Würfel, die schon einmal gesammelt wurden, dürfen nicht noch einmal gewürfelt werden. Städte werden aus den gewürfelten Würfelseiten, nach bekannten Regeln gebaut. Entsprechend der Größe der größten Stadt werden festgelegte Punkte vergeben. Spielende ist erreicht, wenn jemand 42 Punkte erreicht hat oder in einem Zug neun Katapulte gewürfelt hat.
Weblinks
- Carcassonne – Das Würfelspiel in der Spieledatenbank Luding
- Carcassonne – Das Würfelspiel in der Spieledatenbank BoardGameGeek (englisch)

## Auszeichnungen
Auch die auf Carcassonne basierenden Spiele wurden mit Spielepreisen ausgezeichnet. Nachfolgend findet sich eine Auflistung der Preise:
| Jahr | Spiel                      | Auszeichnung                           | Ergebnis   | Anmerkung                                                 |
| ---- | -------------------------- | -------------------------------------- | ---------- | --------------------------------------------------------- |
| 2004 | Carcassonne – Die Burg     | Spiel des Jahres – Empfehlungsliste    | Empfehlung |                                                           |
| 2004 | Carcassonne – Die Burg     | International Gamers Award GS-2P       | Nominiert  | Kategorie: General Strategy Games, Two Player             |
| 2005 | Carcassonne – Die Stadt    | International Gamers Award GS-MP       | Nominiert  | Kategorie: General Strategy Games Multiplayer             |
| 2010 | Carcassonne – Neue Welt    | Årets Spel Best Family Game            | Nominiert  | Schwedischer Spielpreis                                   |
| 2009 | Die Kinder von Carcassonne | LES TROIS LYS                          | Gewonnen   | Französischer Spielepreis, Kategorie LE LYS ENFANTS       |
| 2009 | Die Kinder von Carcassonne | Golden Geek Best Children’s Board Game | Nominiert  | Spielpreis von BoardGameGeek                              |
| 2010 | Die Kinder von Carcassonne | Golden Geek Best Children’s Board Game | Nominiert  | Spielpreis von BoardGameGeek                              |
| 2010 | Carcassonne – Neue Welt    | Guldbrikken - Familiespil              | Nominiert  | Dänischer Spielpreis, Kategorie Familienspiel             |
| 2010 | Die Kinder von Carcassonne | Boardgames Australia Awards            | Gewonnen   | Australischer Spielpreis, Kategorie: Best Children’s Game |
| 2014 | Carcassonne – Die Südsee   | Gioco dell’Anno                        | Nominiert  | Italienischer Spielepreis                                 |

## Rezeption
Schon von Beginn an stellt sich die Frage über den Sinn und Nutzen der Ableger und Erweiterungen. Beim Verlag sind Zuschriften eingegangen, die um mehr Material rund um Carcassonne baten. In einem Interview mit Michael Knauf äußerte Verleger Bernd Brunnhofer kurz nach Erscheinen von Jäger und Sammler, dass ein Verlag Gewinn erwirtschaften müsse, da sich nicht alle Spiele des Verlages von selbst tragen, weshalb dann andere Spiele der Carcassonne-Reihe veröffentlicht werden. Auch wird das Argument hervorgebracht, dass die Nachfrage bedient werde und die Spiele begeistert aufgenommen werden. Moritz Brunnhofer, der Sohn des Verlagsgründers, will zudem Produktpflege betreiben, da dabei „das Verhältnis zwischen Aufwand und Nutzen [...] besser“ sei.